# Tualatin
Tualatin é uma cidade localizada no estado norte-americano de Oregon, no Condado de Clackamas e Condado de Washington.

## Demografia
Segundo o censo norte-americano de 2000, a sua população era de 22.791 habitantes.
Em 2006, foi estimada uma população de 26.208, um aumento de 3417 (15.0%).

## Geografia
De acordo com o United States Census Bureau tem uma área de
20,2 km², dos quais 20,2 km² cobertos por terra e 0,0 km² cobertos por água.

## Localidades na vizinhança
O diagrama seguinte representa as localidades num raio de 8 km ao redor de Tualatin.